# Земља полицајаца
 Земља полицајаца (енгл. Cop Land) је амерички трилер филм из 1997. године.
У филму је представљена ансамблска подела улога. Главне улоге играју Силвестер Сталоне, Харви Кајтел, Роберт де Ниро и Реј Лиота.
Седамдесетих година прошлог века, да би се удаљили од опасних улица Њујорка, полицајци оснивају своје насеље, "Земљу полицајаца". Радња филма говори о проблемима професионалне корупције у америчкој полицији, која повлачи низ кривичних дела па и убиство.

## Радња
Шерифа Фредија Хефлина полицајци поштују и он је одувек желео да то постане, али није било могуће јер је глув на једно уво. Међутим, у насељу није све у реду и Фреди сазнаје да је у току истрага Унутрашње контроле.
Инспектори му се обраћају за помоћ, али он није у могућности да је пружи. Фреди почиње да сумња да је један од полицајаца, Реј Донлан, корумпиран од стране мафије. Због тога мора да нађе сведока под надимком Супербој и заштити га, пре него што га Донлан ликвидира.

## Улоге
| Глумац             | Улога                        |
| ------------------ | ---------------------------- |
| Силвестер Сталоне  | Шериф Фреди Хефлин           |
| Харви Кајтел       | Поручник Реј Донлан          |
| Реј Лиота          | полицајац Гари "Фигси" Фигис |
| Роберт де Ниро     | Поручник Мо Тилден           |
| Анабела Шјора      | Лиз Рендон                   |
| Џенин Гарофало     | заменик шерифа Синди Бетс    |
| Питер Берг         | Џои Рендон                   |
| Мајкл Рапапорт     | полицајац Мјуреј Бабич       |
| Роберт Патрик      | полицајац Џек Ракер          |
| Кети Моријарти     | Роуз Донлан                  |
| Артур Џ. Наскарела | Френк Лагонда                |
| Ноа Емерих         | Заменик шерифа Бил Гајслер   |
| Пол Калдерон       | Хектор, болничар             |
| Џон Спенсер        | Лео Краски                   |
| Френк Винсент      | Винс Ласаро                  |
| Иди Фалко          | Берта                        |
| Method Man         | Шондел                       |
| Деби Хари          | Делорес                      |
| Роберт Џон Берк    | полицајац                    |